# Gillis van den Vliete

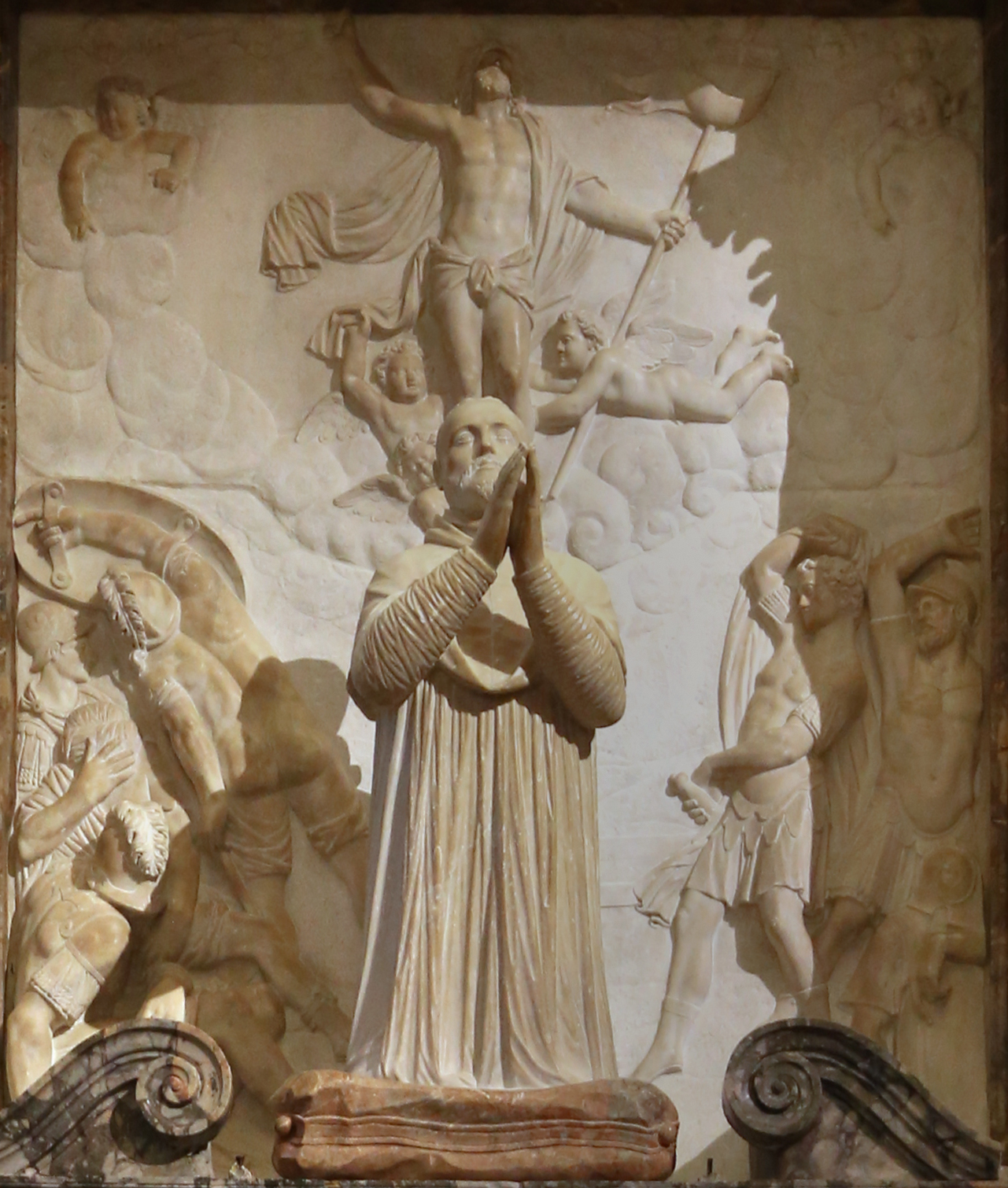
Tumba del margrave Andrés de Burgau

Gillis van den Vliete, conocido en Italia como Egìdio della Riviera (Malinas, c. 1535-Roma, 1602) fue un escultor flamenco, restaurador de esculturas antiguas y anticuario. Su carrera activa transcurrió en Italia, principalmente en Roma. Realizó escultura religiosa y profana, incluidos ornamentos para jardines y monumentos funerarios. En algunos proyectos de gran envergadura colaboró con otros escultores, como Nicolaes Mostaert, un escultor flamenco activo en Italia en la misma época. Sus obras están ejecutadas en el estilo del Renacimiento septentrional en el que se había formado, en su Flandes natal, pero también intimista con el advenimiento de la escultura barroca.  

## Vida
Los datos biográficos sobre van den Vliete son escasos. Se cree que nació en Malinas, ya que en un contrato firmado en Roma en 1597 se le menciona como "Egidio della Riviera Mechinense". No se sabe nada de su formación. Se tiene constancia de él por primera vez en 1567, cuando forma parte de un grupo de artistas flamencos que trabajan en Roma. 

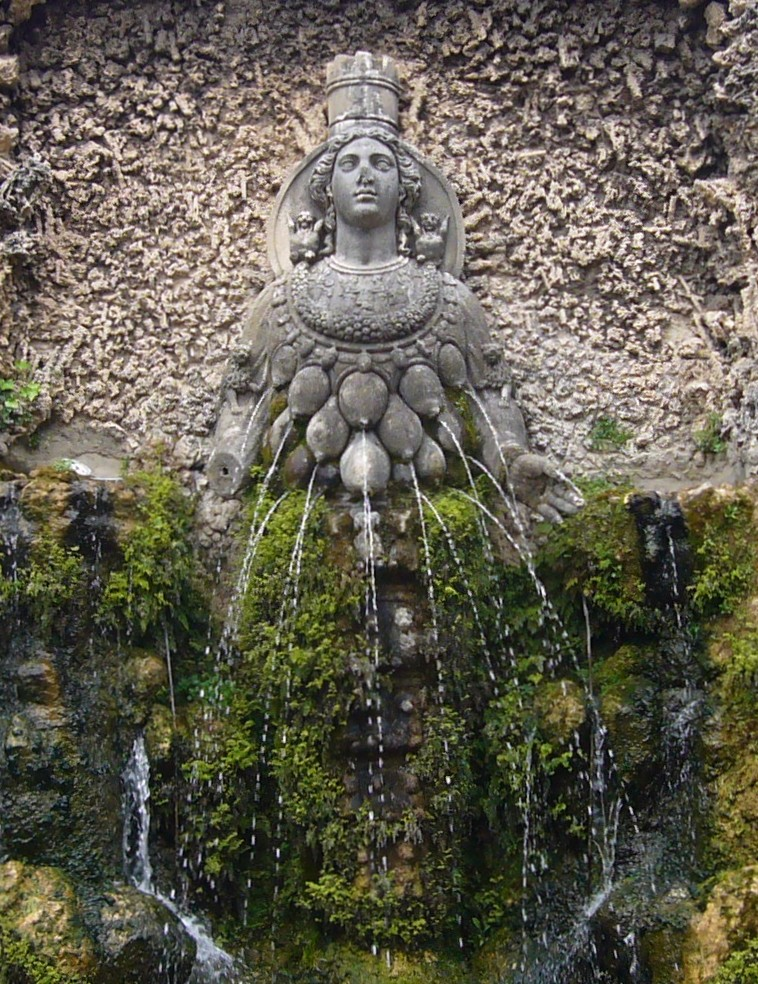
Fuente de la Madre Naturaleza

Era restaurador de esculturas antiguas. Como muchos otros escultores flamencos en Italia, también comerciaba con estatuas antiguas.  Era muy apreciado y recibió varios encargos. Realizó encargos profanos, como la Fontana Della Madre Natura (Fuente de la Madre Naturaleza), realizada en 1568 para el jardín de la Villa d'Este, una villa del siglo XVI en Tívoli, cerca de Roma. También realizó varios encargos a gran escala en iglesias romanas. Realizó la mayoría de sus obras conocidas en la Santa Maria dell'Anima de Roma. Esto demuestra que pudo establecer una relación duradera con algunas de las principales figuras de esta iglesia romana. Algunas de estas obras fueron creadas en colaboración con Nicolas Mostaert, con quien posiblemente compartió taller.

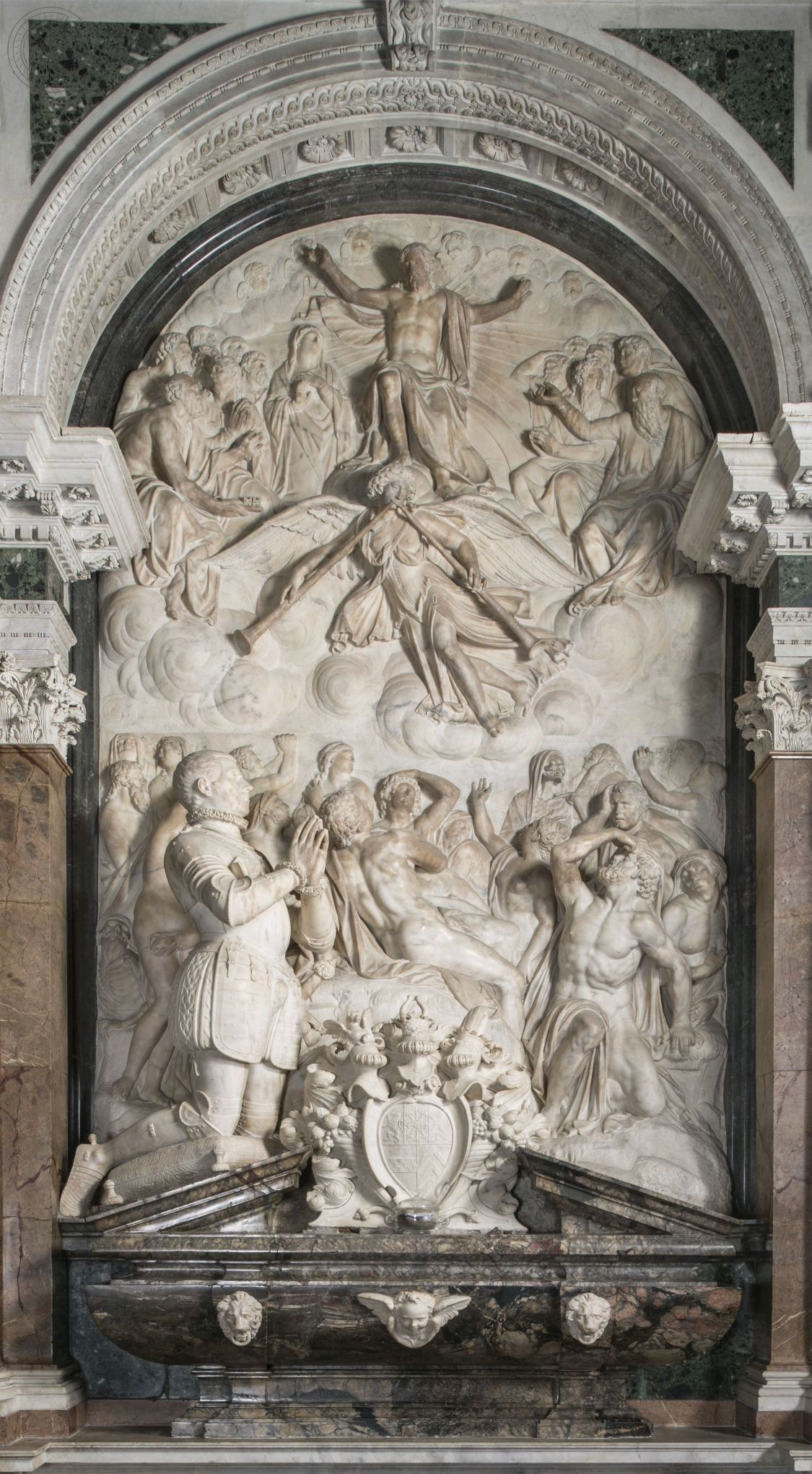
Monumento funerario a Karl Friedrich de Jülich-Cleves-Berg

Se casó y tuvo varios hijos entre 1574 y 1597. Su hijo Pieter van den Vliete, conocido como Pietro della Riviera, nació en Roma probablemente en 1583. Pietro también trabajó como escultor y fue el heredero de su padre.  Gillis van den Vliete fue admitido el 14 de junio de 1579 como miembro de la Pontificia Insigne Accademia di Belle Arti e Letteratura dei Virtuosi al Pantheon, una academia pontificia de Roma creada con el fin de estudiar, cultivar y perfeccionar las bellas artes.Debe este reconocimiento a la creación del monumento funerario del duque Karl Friedrich de Jülich-Cleves-Berg en la Santa Maria dell'Anima.  También fue miembro de la Università dei Marmorari, el gremio de escultores de Roma. Van den Vliete actuó como tasador de las obras escultóricas de otros escultores. Un ejemplo es el caso de la obra de los caballos de Monte Cavallo ejecutada entre 1589 y 1590 por Flaminio Vacca, Pietro Paolo Olivieri y Lodovico Sormanno. Él y su colega Giovanni Battista di Bianchi presentaron un presupuesto por valor de 2.250 escudos por el trabajo realizado. La oficina papal no aceptó el presupuesto y redujo la cantidad a 1.800 escudos.
En 1597, Gillis firmó un contrato con el arquitecto y pintor flamenco Wenceslas Cobergher para la decoración de una capilla dedicada al Espíritu Santo en Santa María de Vallicella, donde recientemente el fundador de esta capilla, Didacodel Campo, médico del Papa, había sido enterrado. En el contrato se le llama 'Egidio della Riviera Mechinense' (de Malinas). En este encargo lo ayudó su hijo Pietro. Pietro todavía vivía en 1623, según un contrato que hizo ese año para una casa en Porta Pia.
Murió en Roma donde fue enterrado el 4 de septiembre de 1602 en San Lorenzo de Lucina. 

## Obra
Van den Vliete es conocido principalmente por sus proyectos monumentales y bajorrelieves creados para las iglesias de Roma. Se le han atribuido varias obras basándose en documentos contemporáneos, como contratos o pagos por encargos.Como colaboró en algunos de sus encargos con otros escultores, no siempre se puede determinar su contribución exacta a dichas obras y los historiadores del arte no son unánimes en sus atribuciones. La identificación de su obra sigue siendo problemática.Su obra muestra sus raíces en el manierismo septentrional y una evolución hacia un enfoque más barroco.

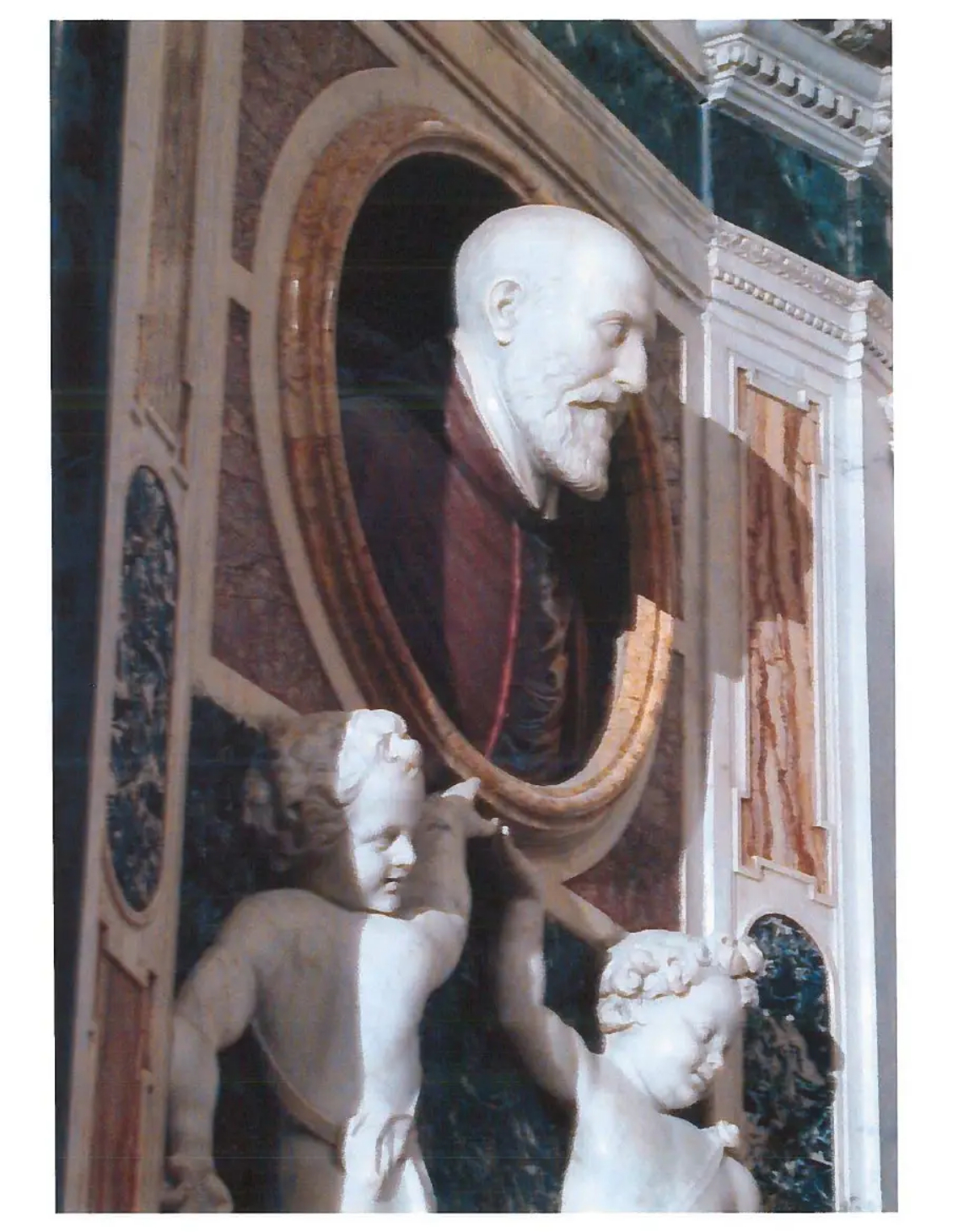
Monumento funerario del cardenal Francisco de Toledo

En la iglesia de Santa Maria dell'Anima de Roma, Mostaert y él colaboraron de 1576 a 1579 en los relieves de mármol para la tumba del duque Karl Friedrich de Jülich-Cleves-Berg. Este monumento fue diseñado por el tutor del duque, Stephanus Winandus Pighius. El monumento fue desmontado en 1750 y las partes restantes se encuentran ahora en diversos lugares de la iglesia. La sección principal muestra, entre otras cosas, una escena del Juicio Final, con algunos desnudos masculinos que citan la famosa escultura de Laocoonte y sus hijos descubierta en 1506. Según Baglione, el relieve central con el Juicio Final estaba flanqueado por estatuas de la religión y de la fe a derecha e izquierda, todas colocadas en columnas, nichos, frontones; encima un bajorrelieve con la presentación de un bastón de honor al duque y dos putti a un lado. Sobre un sarcófago, arrodillada, estaba la estatua del duque. El Juicio Final y la estatua del duque siguen allí. El relieve del Juicio Final se trabajó en dos partes. La parte inferior y la figura del duque son de Mostard. En los nichos hay la Sabiduría y el Amor Cristiano, procedentes de una tumba del cardenal Andrés de Austria.La segunda parte de la tumba, un relieve con la escena de la consagración de la espada consagrada por Gregorio XIII, cuelga hoy en el vestíbulo de la iglesia. La inscripción que figura en él afirma que Karl Friedrich tenía un precoz sentido de la piedad, era brillante a pesar de su juventud y sabía muchas cosas y muchos idiomas.
Van den Vliete y Mostaert colaboraron alrededor de 1600 en un monumento funerario de mármol para el cardenal y margrave Andrés de Burgau (Andreas von Österreich) en Santa Maria dell'Anima. El monumento funerario del conde Egon von Fürstenberg en Santa Maria dell'Anima, por el que recibió 360 escudos, fue obra suya únicamente.

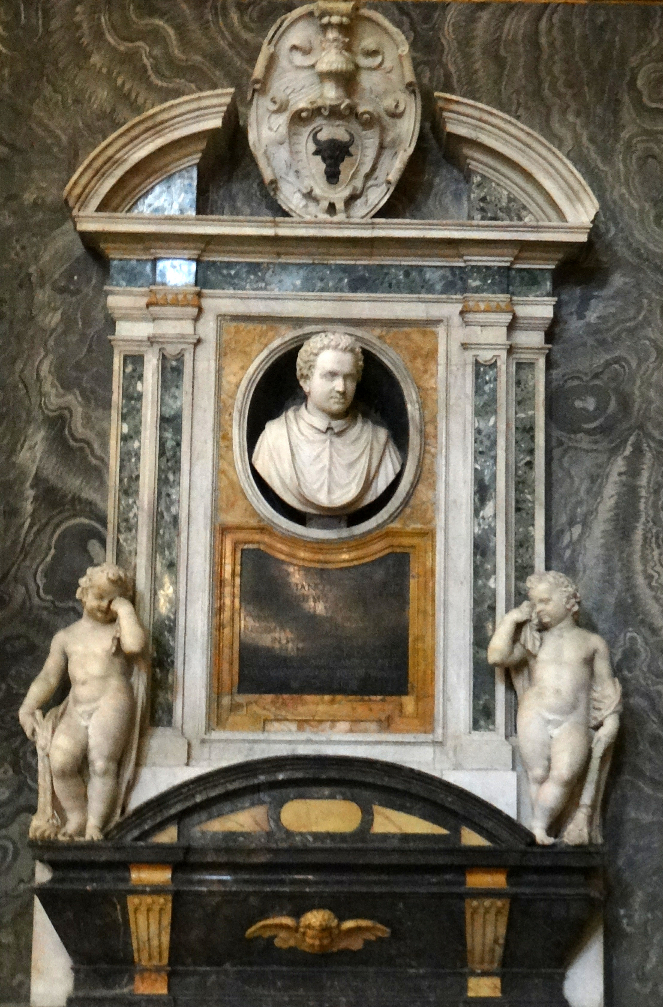
Monumento funerario de Maximilian von Pernstein

También realizó obras en otras iglesias romanas como la Santa Maria Maggiore y la Santa Maria in Vallicella. En el pasado se atribuyeron a van den Vliete dos bajorrelieves del monumento funerario del papa Pío V en Santa Maria Maggiore. aunque algunos historiadores del arte los han atribuido a Mostaert: uno representa al pontífice entregando un estandarte al almirante Marcantonio Colonna, en el momento de su partida hacia la batalla de Lepanto (1571), donde comandaba doce galeras, y el otro muestra al mismo pontífice entregando el bastón de mando al conde de Santa Fiore antes de su partida hacia Francia al frente de un ejército de la Santa Sede. En la misma iglesia, se le atribuye tradicionalmente la creación, para el monumento funerario del papa Sixto V, de dos bajorrelieves, uno con el tema de la canonización de san Diego de Alcalá y el otro, el envío por el pontífice del cardenal Cinzio Aldobrandini a Alemania como legado.La Coronación de Pío V en este monumento también se atribuye a van den Vliete.Otro monumento funerario de la misma iglesia se atribuye a van den Vliete. Se trata del monumento funerario del cardenal Francisco de Toledo, que realizó en 1598 a partir de un diseño de Giacomo della Porta. El monumento es similar a otros diseños de della Porta en la iglesia. El retrato de Toledo es similar al de Sixto V en la misma iglesia.
Se ha sugerido que fue el responsable del monumento funerario de Maximilian von Pernstein en la basílica de Santa Maria Maggiore. Von Pernstein era un bohemio que sirvió como chambelán papal del Papa Clemente VIII en Roma. Su tumba se encontraba en el coro, cerca de la tumba del Papa Adriano VI, en la nave derecha de la basílica, apoyada en la pared entre la capilla Patrizi y la entrada al baptisterio. Esta era probablemente su ubicación original. El monumento de la tumba se terminó en 1597.
Para el jardín de la Villa d'Este en Tívoli, van den Vliete creó la Fontana Della Madre Natura, que incluía una estatua de Diana de Éfeso, la diosa de la naturaleza. Esculpida en 1568, la estatua formaba parte originalmente de la Fuente del Órgano (Fontana dell'Organo). En el siglo XVII fue trasladada a otro lugar por considerarse demasiado pagana. El elemento principal de la pequeña fuente, rodeada por una exuberante espaldera de rosas, es una estatua de Artemisa de Éfeso, que van den Vliete ejecutó probablemente siguiendo un diseño de Pirro Ligorio o de una estatua antigua de la colección Farnesio.La estatua está coronada por un arco con concreciones de piedra caliza y de los múltiples pechos de Diana Efesia brota agua que se devuelve a la pila inferior.
Se han atribuido algunas otras esculturas al artista, incluido un Guerrero acostado ( Museo Bardini ) y una Andrómeda (Sotheby's, Londres, 8 de julio de 2005, lote 75). Este último está claramente inspirado en la escultura clásica, matizada por un naturalismo en la forma y la composición. Van den Vliete también creó los Tritones en la Fontana del Moro en la Piazza Navona. La pila de mármol de la Fuente del Moro fue realizada en 1575 por Giacomo della Porta y decorada con grupos de tritones, dragones y máscaras de artistas del siglo XVI como van den Vliete, Taddeo Landini, Simone Moschini y Giacobbe Silla Longhi según diseños del propio della Porta, que fueron sustituidos en 1874 por copias de Luigi Amici.